# Verona (Wisconsin)
Pour les articles homonymes, voir Verona (homonymie).
Verona est une ville américaine située dans le comté de Dane dans l’État du Wisconsin.

## Traduction
- (en) Cet article est partiellement ou en totalité issu de l’article de Wikipédia en anglais intitulé « Verona, Wisconsin » (voir la liste des auteurs).